# Kilenc Lírai Költő

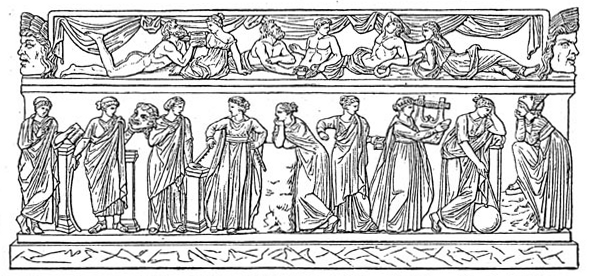
A kilenc múzsa: Kleió, Thaleia, Erató, Euterpé, Polühümnia, Kalliopé, Terpszikhoré, Uránia, Melpomené

A Kilenc Lírai Költő vagy Melic költők az ókori görög költők egy kanonikus csoportja volt, akik a Hellenisztikus Alexandriai tekercsek miatt váltak nagyra becsült tudósokká.
Ők voltak:
- Alkman, Spártából (kórus líra, i. e. 7. század)
- Szapphó, Leszboszból (monodikus líra, i. e. 6. század)
- Alkaiosz, Mütilénéből (monodikus líra,  i. e. 6. század)
- Anakreón, Teoszból (monodikus líra,  i. e. 6. század)
- Sztészikhorosz, Metauroszból (kórus líra, i. e. 7. század)
- Ibükosz, Rhegiumból (kórus líra, i. e. 6. század)
- Szimónidész, Kéoszról (kórus líra, i. e. 6. század)
- Bakkhülidész, Kéoszról (kórus líra, i. e. 5. század)
- Pindarosz, Thébaiból (kórus líra, i. e. 5. század)

A Kilenc Lírai Költő cím, hagyományosan ki van osztva azok között, akik elsősorban kórus vagy monodikus lírákat komponálnak. Ez a felosztás, azonban vitatva van néhány modern tudós által.

## Lásd még
- Görög líra